# Guillermo Edwards Garriga
Guillermo Edwards Garriga (La Serena, 6 de septiembre de 1855 - Santiago, 24 de septiembre de 1921) fue un ingeniero geógrafo y político liberal chileno.

## Biografía
Hijo de don Joaquín Edwards Ossandón y de doña Margarita Garriga Argandoña. Se casó con Rosario Matte Pérez.
Estudió en el Liceo de La Serena, más tarde en la Facultad de Ingeniería de la Universidad de Chile, titulándose de ingeniero geógrafo el 27 de octubre de 1875 y de ingeniero en minas el 4 de mayo de 1876. Estudió también en la Universidad de Friburgo, Sajonia y en la Escuela de Minas de París. 
Ejerció como ingeniero, pero se introdujo al mismo tiempo en la política, siendo militante del Partido Liberal, y se desempeñó además como agricultor en los predios de su familia.
Una de las calles de la ciudad-puerto de Coquimbo en el sector de El Llano,ciudad en la cual ejerció como diputado, lleva su nombre.

## Actividades públicas
- Primer secretario de la Legación de Chile en México y Centroamérica (1883).
- Diputado por La Serena, Elqui y Coquimbo en tres períodos consecutivos (1900-1903, 1903-1906 y 1906-1909). Integró las comisiones permanentes de Elecciones, Calificadora de Peticiones, Hacienda e Industria, Instrucción Pública, Empréstitos Municipales y Guerra y Marina.
- Regidor de Santiago (1912-1915).
- Director de la Compañía Nacional de Tejidos "El Santo" (1923).